# Realismo em Portugal
O Realismo em Portugal emerge a partir de 1860, como consequência de uma revolução intelectual influenciada pelas ideias de Proudhon, Quinet, Taine, Renan, oponentes ao Romantismo que então estava em voga. Coimbra, cidade de estudantes, é vista como o epicentro desta mudança, por ser, também, o ponto de encontro de jovens revolucionários influenciados pelas ideias emergentes. Em 1861, Antero de Quental funda a Sociedade do Raio e em 1865 edita Odes Modernas. Na Obra de Pinheiro Chagas, Poema da Mocidade (1865), Castilho faz um posfácio onde critica os jovens da geração de 60: "muito há que eu me pergunto a mim donde proviria esta enfermidade que hoje grassa por tantos espíritos, de que até alguns dos mais robustos adoecem, que faz com que a literatura e em particular a poesia ande marasmada, com fastio de morte à verdade e a simplicidade..."

## Questão Coimbrã
Como resposta, Antero publica uma carta aberta a Castilho, denominada "Bom senso e Bom gosto", onde rebate as críticas do mestre romântico ("Levanto-me quando os cabelos brancos de V.Exa passam diante de mim. Mas o travesso o cérebro que está debaixo e as garridas e pequininas cousas que saem dele confesso não merecerem, nem admiração, nem respeito, nem ainda estima. A futilidade num velho desgosta-me tanto com a gravidade numa criança V.Exa precisa menos cinquenta anos de idade, ou então mais cinquenta de reflexão."). Dando início a Questão Coimbrã, ou "Bom senso e Bom gosto".

## Conferências do Casino
Essa querela entre antigos e novos vai até o ano 1871, quando acontecem as Conferências do Casino, uma tentativa de revolucionar e transformar a sociedade portuguesa, elevando Portugal ao mesmo nível das potencias europeias, onde, entre outras coisas, apregoa-se uma reforma, uma transformação política, econômica, social e religiosa da sociedade portuguesa.
Eça de Queiroz, que tinha participado apenas como espectador nas polêmicas da Questão Coimbrã, desta vez se coloca no centro da diatribe defendendo o Realismo (o pomo da discórdia entre os defensores do romantismo e do ultra-romantismo e a Geração de 70). Sob a influência do Cenáculo e de Antero, Eça aproximou-se das teorias de Taine e dos postulados estético-sociais de Proudhon, atacando fortemente o estado da literatura portuguesa (que considera decadente) e propondo uma arte que correspondesse ao espírito dos tempos, que atuasse como regeneradora do corpo social e da sua consciência, banisse o que era falsidade e pintasse a realidade tal como ela é. Alguns exemplos são Courbet na pintura e Flaubert na literatura, com a obra Madame Bovary.
Eça renega assim a arte pela arte e põe a literatura ao serviço da sociedade e do aperfeiçoamento da humanidade, posicionando-se consciente ou inconscientemente dentro do Naturalismo.

## Reações
A conferência de Eça provocou reações acaloradas nas páginas da Revolução de Setembro por Pinheiro Chagas. Em 1875 Eça de Queirós lança O Crime do Padre Amaro, a primeira obra de ficção realista em Portugal.